# فارش كعبية
فارش كعبية قرية تتبع ناحية قرى مركز بانياس في منطقة بانياس التابعة لمحافظة طرطوس ترتفع عن سطح البحر
( 300 م ) وتبعد عن مدينة بانياس ( 7 كم ) تتبع لها عدة
مزارع : ( الدريكية - بيت شيحا - البراج ) تتميز باطلالاتها
الساحرة على البحر من جهة الغرب وعلى نهر جوبر من جهة
الشمال وعلى عين غدران من جهة الشرق ……
تعتمد على زراعة الزيتون بشكل اساسي إلى جانب بعض
المحاصيل ( قمح - تبغ - بقوليات ) ……
يقارب عدد سكانها 1150 نسمه…
ولقد تم العثور على مغاور وآثارات وفخاريات على مساحة هذه
الربوة المنبسطه
وتعود تسميتها فارش كعبية :
فارش : تسمية سيريانيه تعني الفارس أو الخيال
كعبية : نسبة إلى كعب . عقد القصب بين الانبوبتين …… المعنى
الفارسي ذو الشرف والمجد